# Abdel Hamed El-Hadi
Abdel Hamed El-Hadi (arab. ‏عبد الحامد الهادي‎}– libijski kolarz szosowy, olimpijczyk.
Zawodnik wystąpił na Letnich Igrzyskach Olimpijskich 1988 w jednej konkurencji kolarstwa szosowego, w wyścigu indywidualnym ze startu wspólnego, którego nie ukończył.